# Phenix (skupina)
Phenix (1984–1986) je bila celjska glasbena skupina, ki je igrala hard rock. Nastala je iz celjske punk rock skupine Celjski grofje (1982–1984). Delovala je leto in pol, takoj po razpadu v novembru 1985 pa je v studiu Bon Ton (Rogatec) posnela skladbi Vietnam in Odhod v raj, ki sta bile takoj zatem predstavljeni na nacionalnem radiu. Phenix je deloval predvsem v severovzhodni Sloveniji. Kasneje so iz njega prišli glasbeniki zasedbe Veronique.

## Zasedba
- Igor Zelenovič Iggy: kitarist
- Goran Obrez: vokalist
- Franc Podgoršek: bobnar
- Dado Krstić: baskitarist (maj–julij 1984)
- Aleksander Cepuš: baskitarist (julij 1984–november 1985)